# Michael Ludwig Leopold Johann Ferdinand von Althann
Michael Ludwig Leopold Johann Ferdinand Graf von Althann, avstrijski general, * 29. julij 1808, † 31. maj 1890.

## Življenjepis
Leta 1823 je kot kadet vstopil v 27. pehotni polk in v enem letu napredoval v Fähnricha.
Kot major se je udeležil zatrtja madžarske revolucije leta 1848; za zasluge je prejel red Leopolda in red železne krone 2. razreda.
20. aprila 1836 se je poročil z Mario Veröczei, s katero sta imela štiri otroke.
Upokojil se je 1. januarja 1867.

## Pregled vojaške kariere
Napredovanja
- generalmajor: 16. avgust 1852